# ريو غراندي دي مينداناو
يعد نهر ريو غراندي دي مينداناو ، المعروف أيضًا باسم نهر مينداناو ، ثاني أكبر نهر في الفلبين. تقع في جزيرة مينداناو الجنوبية ، وتبلغ مساحتها الإجمالية 23,169 كيلومتر مربع (8,946 ميل2)، استنزاف غالبية الجزء الأوسط والشرقي من الجزيرة ، ويبلغ طولها الإجمالي حوالي 373 كيلومتر (232 ميل) .   إنه شريان نقل مهم، يستخدم بشكل أساسي في نقل المنتجات الزراعية، وفي السابق، الأخشاب.
تقع منابعها في جبال Impasugong ، بوكيدنون ، جنوب مدينة Gingoog في ميساميس أوريانتال ، حيث يطلق عليها نهر بولانجي . عند الانضمام إلى نهر كاباكان ، يصبح نهر مينداناو. تتدفق من الجبال ، وتشكل مركز سهل خصب واسع في الجزء الجنوبي الأوسط من الجزيرة. قبل فمه في خليج إيلانا ، ينقسم إلى قسمين متوازيين ، كوتاباتو وتامونتاكا ، يفصل بينهما 180 متر (590 قدم) هيل.
تشمل المراكز السكانية على طول النهر مدينة كوتاباتو و Datu Piang و Midsayap .

## مسار

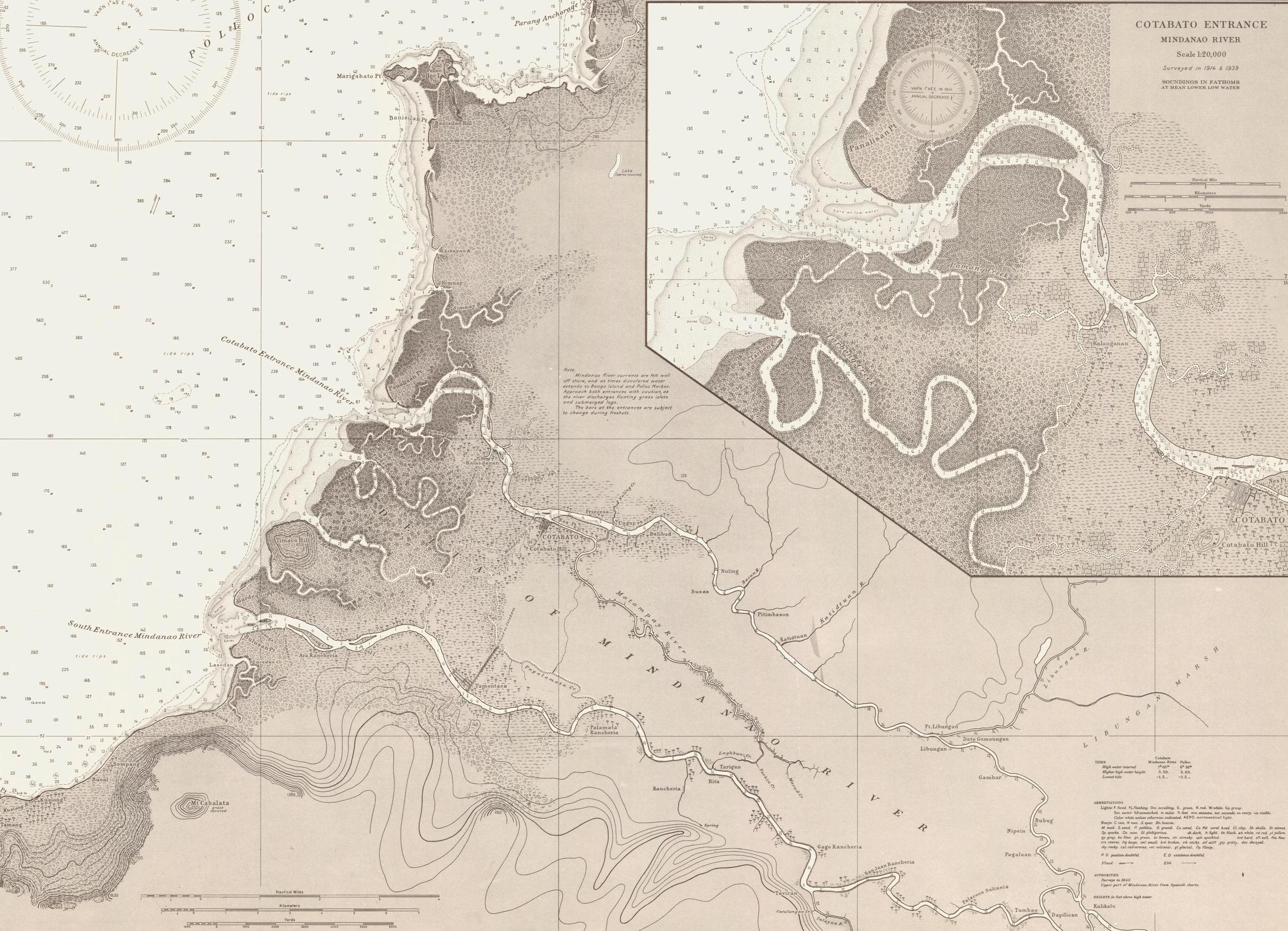
خريطة دلتا نهر مينداناو لعام 1917

يقع مصدر ريو غراندي دي مينداناو في مرتفعات مينداناو الوسطى بالقرب من الساحل الشمالي للجزيرة ، وتحديداً في الجزء الشمالي الشرقي من مقاطعة بوكيدنون ، حيث يُعرف باسم نهر بولانجي . ثم يتدفق جنوبا عبر هضبة بوكيدنون ، سئم من روافده على طول الطريق ثم يخرج إلى سهول كوتاباتو ، ويترسب الطمي الجبلي الخصب بينما يتوسع ويتقوس غربًا عبر حوض نهر كوتاباتو . أخيرًا يفرغ في خليج إيلانا من فمه في مدينة كوتاباتو .

عندما يلتقي نهر مينداناو بخليج إيلانا ، يتفرع إلى فرعين ، كوتاباتو في الشمال وتامونتاكا في الجنوب في مدينة كوتاباتو.

## الروافد
نهر ريو غراندي دي مينداناو قائمة الروافد حسب الطول.
- نهر بولانجي 374 كـم (232 ميل)
- Kabulnan River 175 كـم (109 ميل)
- Allah River 130 كـم (81 ميل)
- Buluan River 109 كـم (68 ميل)
- Simuay River 81 كـم (50 ميل)
- Libungan River 80 كـم (50 ميل)
- M'lang River 62 كـم (39 ميل)

## زنابق الماء
تم انسداد النهر مؤخرًا بزنابق المياه ، مما تسبب في فيضانه بعد أيام من هطول أمطار غزيرة. غمرت مياه الفيضانات 37 قرية على الأقل في مدينة كوتاباتو وحدها وشردت حوالي 6000 أسرة.
أمر الرئيس بنينو أكينو الثالث الأشغال العامة والعسكريين بتطهير النهر لمسافة تصل إلى 20 هكتار (0.20 كـم2) من نمو زنبق الماء. 